# هانك غرينوالد
هانك غرينوالد (بالإنجليزية: Hank Greenwald)‏ هو معلق رياضي أمريكي، ولد في 26 يونيو 1935، وتوفي في 22 أكتوبر 2018.